# Omul orchestră (film din 1970)
Omul orchestră (în franceză L'Homme orchestre) este un film franco-italian de comedie din anul 1970, regizat de Serge Korber. Rolurile principale sunt interpretate de Louis de Funès și Olivier de Funès, fiul său din viața reală.  Filmul relatează povestea lui Evan Evans care posedă și conduce cu o mână de fier o companie de balet feminin în Principatul Monaco.

## Rezumat
Compania de balet a lui Evan Evans (Louis de Funès) este ca o mănăstire de călugărițe. Regulile sunt foarte stricte: nu se permite creșterea în greutate, sunt interzise relațiile dansatoarelor cu bărbați, iar dansatoarele sunt conduse cu o mână de fier în această companie de dans contemporan situată în Principatul Monaco. Acestea trebuie să se dedice trup și suflet dansului. 
După ce una dintre dansatoarele sale a decis să părăsească trupa pentru că ea vrea să se căsătorească, iar statutul de femeie căsătorită este incompatibil cu activitatea în trupa de dans, Evan Evans, cu ajutorul nepotului Philippe (Olivier de Funès) și a asistentei Françoise (Noëlle Adam), organizează audiții pentru a găsi o înlocuitoare. El cade sub vraja talentului Endrikăi (Puck Adams). Aceasta devine membră a trupei.
Ca și colegele ei, Endrika trebuie să se dedice în întregime dansului. Cu toate acestea, dansatoarea Françoise, asistenta lui Evan Evans, are o viață amoroasă. Aflând de escapadele ei amoroase, Evan Evans profită de naivitatea lui Philippe și înregistrează o conversație între el și Françoise, în care el este respins. Aceste înregistrări vor fi utilizate de către Evan Evans pentru a rupe relația dintre Françoise și Franco Buzzini (Franco Fabrizzi), iubitul ei.
În timpul unui turneu în Italia, Endrika se vede forțată să-și recupereze fiul care era crescut de o bonă dintr-o familie italiană și de care nu vorbise nimănui din trupă. Aflată în imposibilitatea de a găsi rapid o bonă nouă, ea a decis sub îndrumarea lui Françoise, să-l convingă pe Evan Evans, printr-o scrisoare, că copilul este al nepotului lui, făcut cu o italiancă cu care a avut o aventură în timpul un turneu anterior în Italia.
Evan Evans îl cheamă apoi pe nepotul său, pentru a afla dacă este adevărat. Aceasta nu neagă, el bănuind că mama lui trebuie să fie o tânără siciliană (Paola Tedesco), cu care a avut o aventură. Evan Evans a decis să meargă pentru a-i vedea pe părinții fetei pentru a clarifica lucrurile. Când ajunge în această familie, el descoperă cu groază că bebelușul nu este al ei, iar aceasta are o fetiță al cărui tată este Philippe; el se întoarce astfel la hotel cu încă un copil.
Evan Evans solicită noi informații de la nepotul său și-l întreabă cine ar putea să fie mama băiatului. Philippe crede că băiețelul ar putea fi al cameristei unui marchiz (Franco Volpi). Evan Evans se întâlnește cu marchizul și află că acesta din urmă se căsătorise cu camerista lui, iar ea nu a avut niciodată copii. El se întoarce confuz la hotel. Philippe nu își dă seama cine ar putea fi mama băiețelului.
Evan Evans și Philippe găsesc o doică care să aibă grijă de cei doi copii și îi introduc în două tobe uriașe pentru a-i duce departe pe copii. Endrika, Françoise și dansatoarele descoperă dispariția copiilor, cred că aceștia au fost răpiți și anunță poliția italiană, care îi găsește rapid pe Evan Evans și pe Philippe și-i duce la secție.
Este destul de dificil pentru cei doi să explice comisarului italian (Marco Tulli) de ce transportau doi copii în interiorul unor tobe, dar, din fericire, sosesc dansatoarele și mama fetiței și clarifică lucrurile, astfel că totul se termină cu bine, Evan Evans anunțând căsătoria nepotului său cu mama fetiței.

## Distribuție
- Louis de Funès - Mr. Edouard, alias Evan Evans, impresar și instructor de balet al unei trupe de dansatoare
- Olivier de Funès - Philippe, nepotul lui Mr. Evans, muzician
- Noëlle Adam - Françoise, instructoarea adjunctă a lui Mr. Evans
- Puck Adams - Endrika, dansatoarea care are un copil mic
- Paul Préboist - directorul hotelului din Roma
- Franco Fabrizzi - Franco Buzzini, logodnicul lui Françoise
- Micheline Luccioni - pasagera care-l trage pe Philippe pe iaht
- Martine Kelly - dansatoarea care se mărită
- Daniel Bellus - tânărul automobilist de la semafor
- Max Desrau - un automobilist de la semafor
- Jacqueline Doyen - un automobilist de la semafor
- Christor Georgiadis - Chris, sunetist și bucătar al trupei
- Tiberio Murgia - tatăl sicilian
- Marco Tulli - comisarul
- Franco Volpi - marchizul
- Michel Charrel - agentul de circulație
- Ibrahim Seck - șoferul autobuzului
- Michèle Alba - dansatoare
- Danielle Minazzoli - dansatoare
- Vittoria Di Silverio (ca Vittoria di Silverio) - doamna din Roma
- Paola Tedesco - fosta amantă siciliană a lui Philippe Evans
- Lydie Callier - dansatoare
- Géraldine Lynton - dansatoare
- Françoise Occhipini - dansatoare
- Christine Reynolds - dansatoare
- Anne Trenbasiewicz - dansatoare
- Leila Bouvier - dansatoare
- Françoise Gros - dansatoare
- Sylvie Maunet - dansatoare
- Elisabeth Plazanel - dansatoare
- Danielle Valdorizi - dansatoare
- Rosario Toledano - dansator

## Despre film
- Omul orchestră a fost turnat în studiourile cinematografice de la Billancourt (scenele de interior) și la Nisa și Roma (scenele în aer liber).
- Acest film este, probabil, cel mai muzical și dansant film al lui Louis de Funès, mare specialist în integrarea de scene comice care să-i evidențieze talentul de dansator și coregraf (talente care pot fi regăsite în celebrul dans al rabinului Jacob, coregrafia "mâini și cap" a șefului de orchestră din Marea hoinăreală sau în cea a chelnerilor din Marele restaurant).
- Este relatată aici fabula Lupul și mielul spusă de Louis de Funès dansatoarelor în întregime prin onomatopee.
- Filmul a fost vizionat de 2,41 de milioane de spectatori în Franța, fiind al 15-lea film ca număr de spectatori din 1970. Mai mult, potrivit regizorului Serge Korber, filmul ar fi fost vizionat în Europa de Est de 33 de milioane de spectatori și ar fi bătut recordul de vizionări în Germania.